# Avulsed
Avulsed ist eine spanische Death-Metal-Band.

## Geschichte
Die Band wurde im August 1991 gegründet, hat seitdem diverse Alben und Split-EPs herausgebracht und Konzerte mit Bands wie Napalm Death, Nile oder Six Feet Under gespielt. Bekanntheit außerhalb Spaniens erlangten sie 1999 mit ihrem Album Stabwound Orgasm. Die Gruppe hat darüber hinaus Videos, u. a. von ihren Liveauftritten, veröffentlicht.
Bandleader Dave Rotten gilt in Spanien als eine besondere Szenegröße, da er u. a. auch diverse Death-Metal-Labels (Drowned Productions, Repulse Records, Xtreem Music) geleitet hat bzw. leitet.

## Stil
Avulsed zeichnet sich durch ihre Konstanz und spieltechnisch anspruchsvollen Songs aus. Stilistisch kombinieren Avulsed Versatzstücke des schwedischen wie des amerikanischen Death Metal, fast durchgehend auf sehr brutale und kompromisslose Art komponiert. Die Texte drehen sich größtenteils um genretypische Themen wie Tod und Gewalt, mitunter auf recht selbstironische Art und Weise dargeboten.

## Diskografie

### Studioalben
- 1996: Eminence In Putrescence
- 1999: Stabwound Orgasm
- 2003: Yearning For The Grotesque
- 2005: Gorespattered Suicide
- 2009: Nullo - The Pleasure Of Self-Mutilation
- 2013: Ritual Zombi

### Demos und EPs
- 1992: Embalmed In Blood (Demo)
- 1993: Deformed Beyond Belief (Demo)
- 1993: Dead Flesh (Spanish Death Metal Compilation)
- 1994: Split LP mit Acid Death (Best of Compilation)
- 1994: Carnivoracity (7"EP)
- 1995: Promo '95 (Demo)
- 1995: Carnivoracity (MCD)
- 1998: Cybergore (remixes)
- 1999: Seven Years Of Decay (demos)
- 2001: Bloodcovered (MCD)
- 2006: Reanimations (MCD)
- 2007: Reanimating Russia 2007 (DVD)